# Prodromi della terza crociata

Il Vicino Oriente nel 1164, tra seconda e terza crociata

I prodromi della terza crociata sono cronologicamente compresi tra la fine della seconda crociata nel 1148 e l'inizio della stessa nel 1189.
La seconda crociata si era conclusa in maniera insoddisfacente per i crociati, che non solo non avevano ottenuto alcun risultato concreto, ma addirittura avevano dovuto osservare quasi impotenti la graduale unificazione musulmana della Siria compiuta dall'atābeg (governatore) di Aleppo, Norandino, dopo il 1150. Tra il 1163 e il 1174 si assistette a una nuova fase, durante la quale i franchi si concentrarono sull'Egitto, che stava vivendo una difficile situazione politica. Alla fine, nella contesa prevalsero i musulmani Zengidi e Norandino insediò a capo dell'Egitto un giovane sottoposto di nome Saladino, con cui presto entrò in contrasto per via delle sue ambizioni di potere. Alla morte di Norandino, Saladino fu in grado di unificare sotto il suo controllo sia la Siria sia l'Egitto, creando un solido Stato musulmano.
I crociati vissero una situazione politica critica a seguito del 1180, poiché persero gradualmente terreno, salvo alcune vittorie dallo scarso impatto. La crisi dinastica generata dalla morte del capace re Baldovino IV e la disfatta di Hattīn del 1187 aprirono la strada alla riconquista musulmana di Gerusalemme e di molti insediamenti cristiani, circostanza che spinse papa Urbano III e il suo immediato successore, papa Gregorio VIII, a proclamare una nuova crociata con lo scopo di riconquistare la città santa. A questa spedizione parteciparono i tre principali sovrani europei dell'epoca, ovvero Federico Barbarossa del Sacro Romano Impero, Filippo II di Francia e Riccardo I d'Inghilterra, ma Gerusalemme non venne mai più espugnata dai crociati.

## Seconda crociata

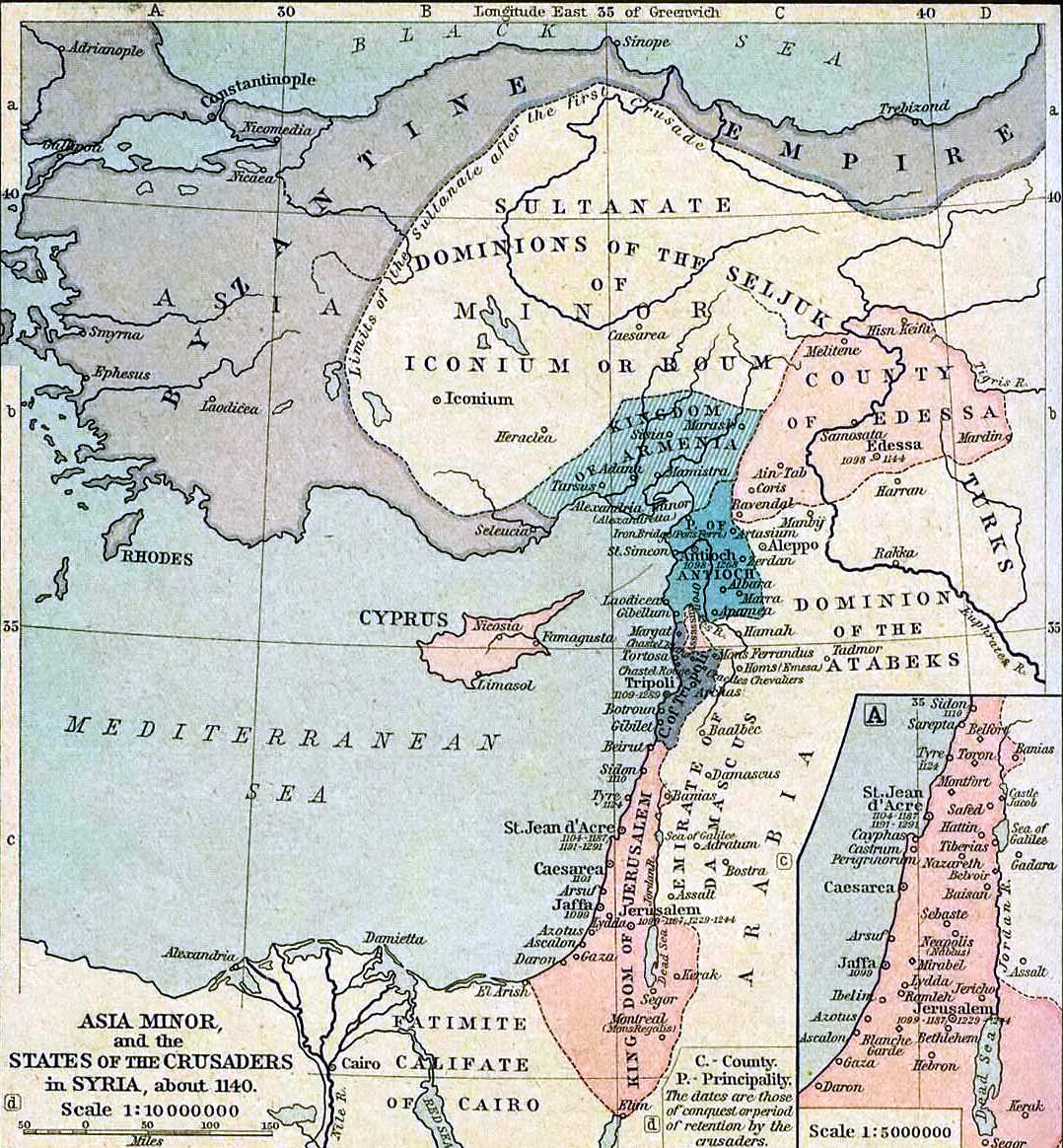
Il Vicino Oriente nel 1140 circa, qualche anno prima della seconda crociata

La caduta di Edessa, importante città che era rimasta in mano ai crociati dal 1098 al 1144, aveva scosso profondamente l'Europa, limitatasi fino ad allora a osservare in maniera piuttosto passiva gli eventi che stavano accadendo nel Vicino Oriente nella prima metà del XII secolo. Il possesso di Edessa veniva inoltre ritenuto fondamentale per poter mantenere il controllo di Gerusalemme, situata più a sud e in mano ai crociati ormai da diversi decenni. L'aggressiva e arguta politica adottata dall'atābeg (governatore) Zengī, capostipite della dinastia omonima, aveva consentito di unificare le regioni di Aleppo e Mosul sotto un unico dominio. L'espansione crociata era stata arrestata, con la contea di Tripoli che aveva subito i danni più gravi negli attacchi dei musulmani. L'immediato successore di Zengī fu suo figlio Norandino (Nūr ad-Din), il quale si stabilì ad Aleppo e si concentrò subito sulla necessità di continuare la guerra santa contro i cristiani di Outremer.
Fu sulla base di queste premesse e dell'intensa attività di predicazione di alcuni uomini di Chiesa, su tutti Bernardo di Chiaravalle, che papa Eugenio III proclamò la seconda crociata. Nonostante fossero stati coinvolti i due più potenti sovrani europei della prima metà del XII secolo, ovvero Luigi VII di Francia e Corrado III di Svevia, una serie di problematiche afflisse la spedizione e ne compromise irrimediabilmente l'esito. Si pensi allo scarso senso di coesione tra tedeschi e francesi, al difficile viaggio percorso via terra verso la destinazione, durante il quale un grandissimo numero di soldati morì (su tutte le battaglie, il caso più clamoroso fu rappresentato dalla disfatta di Dorileo del 25 ottobre 1147), o all'insensata decisione di attaccare Damasco, l'unica città che intendeva continuare a mantenere relazioni pacifiche con i crociati, perché temeva le ambizioni espansionistiche in Siria di Norandino. Al termine di un brevissimo assedio durato cinque giorni, il più grande esercito franco mai giunto nel Vicino Oriente si ritirò da Damasco, senza aver ottenuto alcun risultato concreto.

## Unificazione della Siria

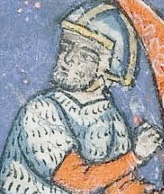
Il condottiero e atābeg Norandino (1118-1174) raffigurato in un capolettera istoriato presente in un codice miniato

La disfatta patita dai crociati e i litigi che continuarono a tormentare il mondo cristiano permisero a Norandino di completare, col passare del tempo, l'unificazione di tutta la Siria e di ridurre sensibilmente la dimensioni degli Stati crociati. Richiamando in servizio moltissimi turcomanni e curdi, l'atābeg ottenne presto importanti successi, tra cui ad esempio la clamorosa vittoria a Inab del 1149, in occasione della quale perse la vita il principe di Antiochia Raimondo di Poitiers. Tale successo permise a Norandino di completare la conquista della valle dell'Oronte.
Al netto di alcune piccole sconfitte, Norandino causò poi la dissoluzione della contea di Edessa (luglio 1151), si assicurò tra le varie città la ricca Damasco senza combattere contro il signore musulmano locale che gli resisteva (aprile 1154) e, infine, fu responsabile della quasi totale cancellazione del principato di Antiochia. Nel frattempo, l'unica conquista significativa compiuta dai crociati, in particolare dal re di Gerusalemme Baldovino III, fu la presa di Ascalona del 1153, un importante porto situato appena a nord della moderna striscia di Gaza.
Le incursioni avvennero in maniera intermittente nel 1156 e vennero interrotte da un disastroso terremoto che colpì la Siria e che tenne impegnati entrambi gli schieramenti nelle ricostruzioni per diversi mesi. La pace fu rotta nel febbraio del 1157, ma sebbene gli attacchi di Norandino contro Bāniyās non avessero avuto fortuna, la dimensione dei suoi domini finì per pareggiare quella di tutti gli Stati franchi messi assieme. Quando Norandino si ammalò improvvisamente nell'ottobre del 1157, i crociati cercarono di approfittarne attraverso alcune incursioni. La situazione si stabilizzò per qualche tempo lungo il fronte siro-palestinese quando, nel luglio del 1158, l'atābeg uscì sconfitto dalla battaglia di Butaiha.

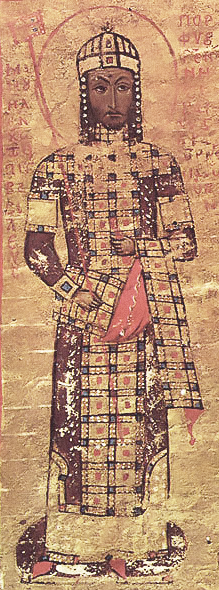
L'imperatore bizantino Manuele I Comneno

Nel frattempo, l'imperatore bizantino Manuele I Comneno decise di compiere un viaggio nei confini orientali dei suoi domini, evento che infuse ottimismo nei crociati, i quali speravano che avrebbe garantito loro supporto militare, e frustrazione tra i musulmani, che al contrario temevano il potenziale dell'esercito più potente della regione. Di sua spontanea volontà, Norandino chiese subito a Manuele di stringere un patto di cooperazione in chiave anti-selgiuchide, offrendo al contempo molti doni e dichiarandosi pronto a rilasciare numerosi prigionieri cristiani. L'imperatore accettò la proposta nel maggio del 1159, poiché per lui i Selgiuchidi rappresentavano una minaccia decisamente maggiore rispetto all'atābeg, considerata la loro aggressività. Ricevuta la notizia dell'accordo, i Franchi ne furono molto costernati, poiché compresero che Manuele aveva agito soltanto allo scopo di rafforzare il peso geopolitico del suo impero, e non quindi per impegnarsi a combattere al loro fianco.
Peraltro, il rapporto di cooperazione stipulato tra Manuele e Norandino trovò concreta attuazione tra la fine del 1159 e l'inizio del 1160, circostanza che costrinse il sultano selgiuchide Qilij Arslan II, constatata la sua inferiorità, ad accettare di divenire vassallo di Norandino. Sempre nel medesimo anno, Majd al-Din, fratello di latte di Norandino, catturò il principe di Antiochia Rinaldo di Châtillon a seguito di un'incursione condotta sulle montagne dell'Antitauro. Ad Antiochia, Rinaldo si era distinto in negativo per i suoi atteggiamenti dissoluti e la sua brama di ricchezze. Per tale ragione, nei successivi sedici anni durante i quali rimase in cattività, né Baldovino III né il popolo di Antiochia dimostrarono grande fretta o interesse nel chiederne la liberazione.
Mentre Norandino si trovava nel Nord, Baldovino III eseguì delle piccole incursioni nei dintorni di Damasco. Najm al-Din Ayyub, luogotenente di Norandino (e padre di Saladino), negoziò una tregua dalla durata di tre mesi, allo scadere della quale, i Franchi eseguirono una nuova invasione. Nell'autunno del 1161, Norandino tornò e suggellò un'ennesima tregua con Baldovino. Con Antiochia confluita sotto il nominale controllo bizantino e con gli Stati crociati più a sud troppo deboli per potere condurre altri attacchi in Siria, l'atābeg decise di eseguire un hajj (un pellegrinaggio a La Mecca). Al suo ritorno nella prima metà del 1162 seppe della morte di Baldovino III, ma nonostante vi fossero le condizioni per un attacco a sorpresa, egli preferì rispettare il lutto dei crociati e non compì alcuna azione offensiva.

## Norandino conquista l'Egitto

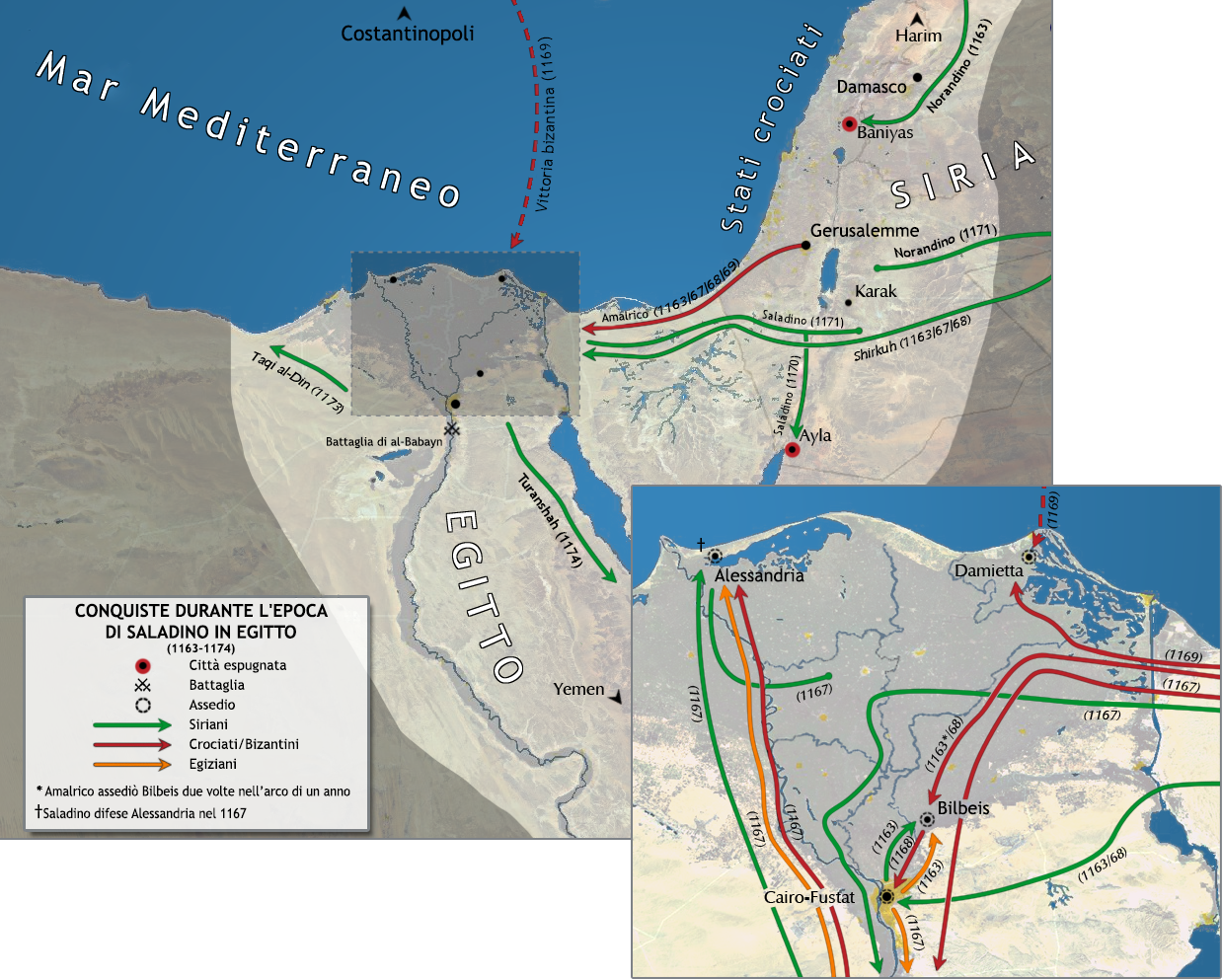
Le campagne compiute in Egitto tra il 1163 e il 1174 da crociati e Zengidi

Desideroso di espandere i propri domini, Norandino aveva esteso le sue mire all'Egitto, dominato dalla dinastia dei Fatimidi e dilaniato da una difficile situazione politica. Anche tra i Franchi si diffuse presto l'idea di spingersi verso quella regione, soprattutto su iniziativa del nuovo re Amalrico I di Gerusalemme, subentrato al defunto Baldovino. Come altri, egli era consapevole che ormai una Siria musulmana unita aveva ben poche speranze di essere conquistata celermente, motivo per cui virò verso un nuovo obiettivo. La prima campagna, compiuta da Amalrico nel settembre del 1163, fu soltanto di avanscoperta e venne interrotta dalle inondazioni causate dal Nilo. Malgrado ciò, Amalrico intuì che vi era la possibilità di insediarsi stabilmente in Egitto.
Nel frattempo il visir locale Shawar, scacciato dal suo avversario Ḍirghâm, raggiunse la Siria e implorò Norandino di inviargli degli aiuti. Approfittando dell'assenza di Amalrico, Norandino tentò di aggredire il più piccolo e fragile degli Stati crociati, la contea di Tripoli. Tuttavia l'attacco al Krak dei Cavalieri, principale fortezza della regione, passato alla storia come la battaglia di al-Buqaia del settembre del 1163, fallì grazie all'intervento di un gruppo di nobili francesi (tra cui Ugo VIII di Lusignano) di ritorno da un pellegrinaggio compiuto a Gerusalemme. Norandino inviò dunque un esercito in Egitto guidato dal suo fedele luogotenente curdo Shīrkūh, il quale condusse con sé il giovane nipote Yūsuf ibn Ayyūb (che in futuro si farà chiamare Ṣalāḥ al-Dīn, nome latinizzato in Saladino), permettendo al visir Shawar di tornare al potere. Tuttavia, sentendosi minacciato dalle truppe di Shīrkūh, accampate alle porte del Cairo, il visir ruppe l'accordo stretto con Norandino e invocò nel 1164 l'aiuto di Amalrico.

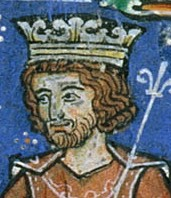
Il re Amalrico I di Gerusalemme (1136-1174) in una miniatura del XIII secolo

Nel tentativo di distogliere l'attenzione dei crociati da Bilbeys, la città dove si trovava Shīrkūh, Norandino attaccò il Principato di Antiochia, massacrando molti soldati cristiani e catturando numerosi condottieri crociati nella battaglia di Harim. Norandino non volle tuttavia spingersi direttamente contro Antiochia, temendo che ciò avrebbe scatenato l'intervento dell'imperatore bizantino Manuele I Comneno. Poiché Amalrico comprese che se la sua assenza si fosse prolungata avrebbe perso ulteriori terre, propose un accordo a Shīrkūh, ai sensi del quale entrambi avrebbero dovuto lasciare l'Egitto e preservare lo status quo. Il generale curdo, allo stremo delle forze e a corto di viveri, decise di accettare, lasciando nel novembre del 1164 l'Egitto in mano a Shawar.
Nel 1167 Norandino mandò nuovamente Shīrkūh a conquistare l'Egitto, di nuovo affiancato dal giovane Saladino. Ancora una volta Shawar chiamò Amalrico in suo soccorso, e il re di Gerusalemme tentò di colpire il nemico a più riprese. Le forze crociate ed egiziane riuscirono a fermare Shīrkūh, sia pur senza sconfiggerlo definitivamente, costringendolo a ripiegare verso Alessandria. Alla fine Shīrkūh inviò Saladino a negoziare; il giovane si dimostrò un abile diplomatico, stringendo un accordo ai sensi del quale i musulmani avrebbero lasciato l'Egitto via mare grazie a un salvacondotto. Nell'ottobre del 1168 Amalrico decise di rompere l'alleanza con Shawar e di scagliarsi contro l'Egitto, ingolosito dalla prospettiva di arricchirsi di bottini e reliquie, ma privo del supporto di ulteriori rinforzi. Pose così sotto assedio Bilbeys e ne massacrò la popolazione, la quale provò un immediato senso di repulsione verso i crociati, inizialmente invece ritenuti «liberatori dall'anarchico malgoverno del califfato fatimita». Fu così che Shawar si rivolse al suo vecchio nemico Norandino per difendersi dal tradimento di Amalrico. Non disponendo di forze sufficienti per tenere a lungo il Cairo sotto assedio, Amalrico decise infine di ritirarsi. Nel frattempo, la nuova alleanza aveva permesso a Norandino di estendere il proprio controllo a tutto il Nord della cosiddetta Mezzaluna Fertile e, grazie alla debolezza di Shawar, a porre una pesante ipoteca sull'Egitto.

## L'ascesa del Saladino e la crisi dei crociati

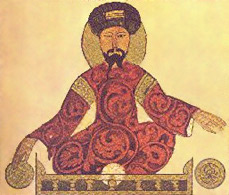
Saladino (1138-1193), dal 1174 sultano d'Egitto e di Siria, in un codice arabo del XII secolo

Shawar venne condannato a morte per la sua alleanza con i crociati, mentre Shīrkūh gli succedette in qualità di visir dell'Egitto. Tuttavia, nel 1169, Shīrkūh morì dopo solo alcune settimane di governo a causa di una forte indigestione. A succedergli nella carica fu il nipote Saladino, salito al potere a trentuno anni e poco conosciuto dal popolo egiziano. Si è a lungo discusso sul motivo della sua nomina, ma si tende a ritenere che fosse un candidato di compromesso, in quanto proposto dagli emiri siriani e nominato dal califfo. Col passare del tempo Norandino si pentì della decisione presa, in quanto iniziò a temere le ambizioni di Saladino, a maggior ragione dopo il successo delle sue campagne in Yemen, Cirenaica e Nubia. Nelle due volte in cui l'atābeg sollecitò Saladino a collaborare nell'assedio del Krak dei Cavalieri, il sovrano d'Egitto addusse sempre un pretesto e la sua assenza ne impedì la conquista.
Norandino pensò di allestire una spedizione contro il suo sottoposto, ma morì nel 1174, lasciando il suo impero al figlio undicenne al-Ṣāliḥ Ismāʿīl. A Saladino venne offerta l'opportunità d'inserirsi nelle lotte scoppiate in Siria da Ibn al-Muqaddam, ministro di al-Ṣāliḥ Ismāʿīl. Ibn al-Muqaddam accolse Saladino a Damasco e Saladino si propose come tutore del giovane emiro, concentrandosi subito sulla riconquista dei territori dichiaratisi autonomi dopo la morte di Norandino. L'ascesa di Saladino non fu facile, ma le conquiste compiute in Siria e nella Mesopotamia settentrionale gli consentirono di rafforzare il suo potere. Alcuni dei suoi principali avversari si rivelarono gli Zengidi, signori di Damasco, Baalbek e Homs. Ostili a Saladino, furono sconfitti nella battaglia dei corni di Hama il 13 aprile 1175, e dovettero siglare un trattato che sanciva la supremazia di Saladino sull'intera Siria, eccezion fatta per Aleppo. Il quadro geopolitico aveva subito mutamenti sostanziali; «invece di una confusa congerie di staterelli, esisteva ora una Siria potente e unita, con l'Egitto sotto la sua sovranità». Saladino non riportò vittorie definitive ad Aleppo nemmeno nel 1176 e scampò per due volte, nell'estate di quell'anno, agli attentati che la Setta degli Assassini provò a compiere quando il sultano attaccò Masyaf, la loro roccaforte principale. Trasferitosi quindi in Egitto, strinse un accordo in virtù del quale non avrebbe attaccato gli Assassini, e si convinse che fosse necessario proseguire la jihād (guerra santa) contro i crociati.

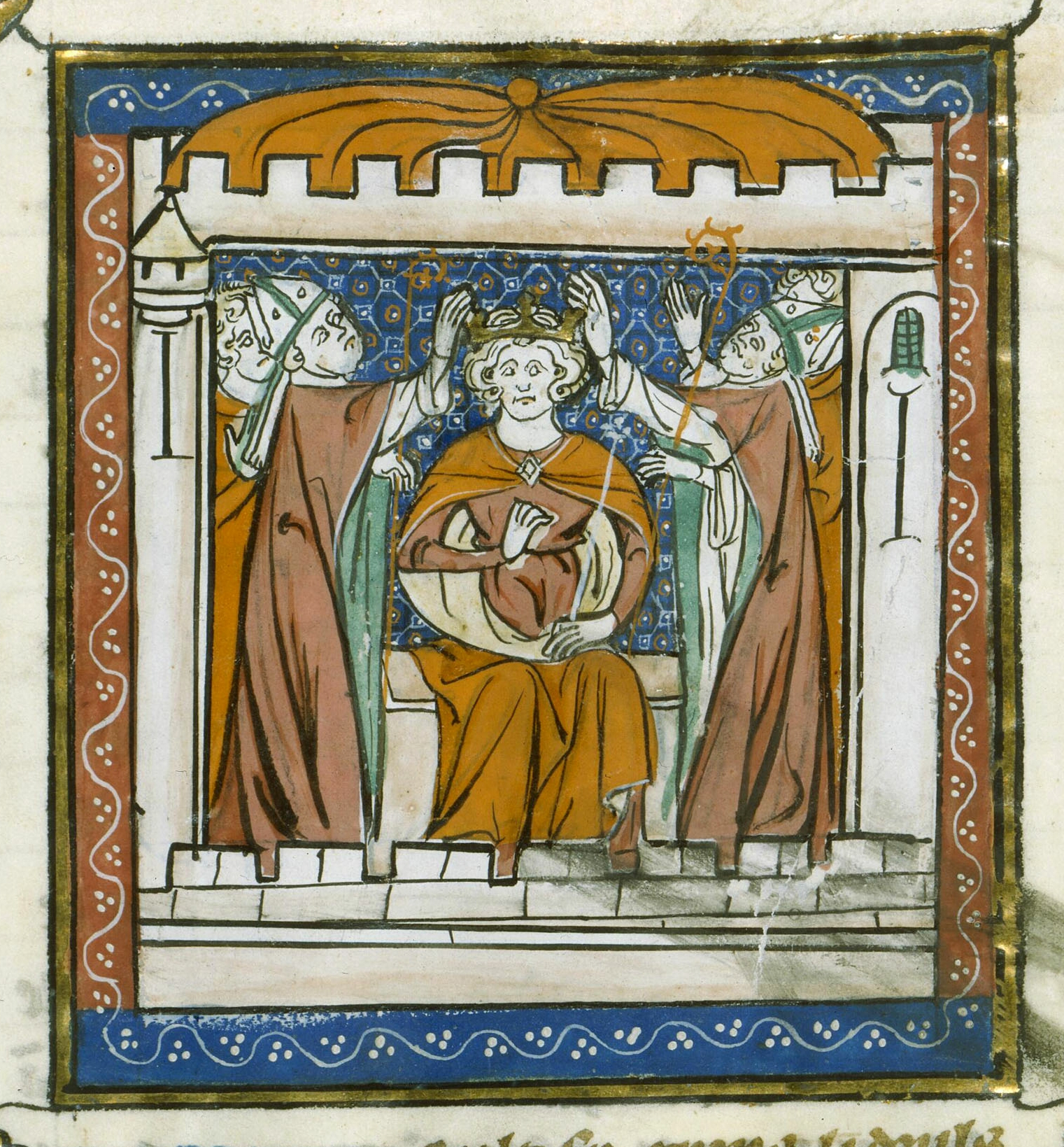
Miniatura raffigurante l'incoronazione di Baldovino IV di Gerusalemme (1161-1185), detto il Lebbroso, tratta da un'edizione del XIV secolo della Historia rerum in partibus transmarinis gestarum di Guglielmo di Tiro

L'influente re Amalrico era morto come Norandino nel 1174, lasciando il trono di Gerusalemme al figlio quasi tredicenne Baldovino IV, affetto però dalla lebbra. Il mondo franco si trovava diviso sulle scelte da intraprendere, spaccato tra una fazione più propensa alla pace con i musulmani, ritenendo che non fossero maturi i tempi per combattere, e una più intransigente e oltranzista. Fu quest'ultimo partito a prevalere, tanto che le spedizioni militari dirette contro l'Egitto si susseguirono incessantemente dal 1175 al 1178. In particolare, quando nel 1177 arrivò Filippo di Fiandra, Baldovino e i delegati bizantini si convinsero dell'effettiva possibilità di compiere una campagna di successo. Le aspettative vennero disilluse quando Filippo rifiutò di partecipare, ma Baldovino IV si mosse comunque. Infuriata nuovamente la guerra, il re cristiano riportò una vittoria importante il 25 novembre del 1177 nella battaglia di Montgisard, quando colse di sorpresa l'esercito di Saladino in viaggio verso Gerusalemme e riuscì, con un numero nettamente inferiore di uomini, a prevalere; pare che Saladino sfuggì soltanto per fortuna alla cattura. Il sovrano musulmano ebbe modo di rifarsi il 10 giugno 1179, quando a Marjayoun, nei pressi del monte Libano, surclassò Baldovino e il suo seguito. Riportò poi una nuova vittoria attaccando il castello del re cristiano al Guado di Giacobbe tra il 24 e il 29 agosto.
Benché nel 1181 fosse stata suggellata una tregua, il nuovamente libero principe di Antiochia Rinaldo di Châtillon, ripudiando le trattative e dedicandosi costantemente ai saccheggi, continuò ad aggredire le carovane che transitavano nella valle della Buqā'ya e, in particolare, una di pellegrini intenta a recarsi a La Mecca per l'hajj. La fragile situazione politica crociata permise a Rinaldo di estendere la sua attività corsara fino al Mar Rosso, con le sue galee che rendevano estremamente rischiosa la navigazione ai musulmani che si recavano alla Città Santa dell'Islam. Le violenze perpetrate contro gli inermi pellegrini suscitarono un vivo odio in tutto il mondo musulmano nei confronti di Rinaldo, ma pare che anche Baldovino IV si fosse scandalizzato per l'attività criminale del principe. Pur avendogli intimato di cessare le proprie scorrerie, Rinaldo disobbedì e spinse Saladino ad attaccarlo; Baldovino ebbe la lungimiranza di accettare la richiesta di assistenza avanzata da Rinaldo e giunse in soccorso del principe. Saladino avviò l'offensiva nel maggio del 1182 e i due eserciti si scontrarono a luglio nella battaglia di Belvoir, combattuta presso l'omonimo castello. Benché i Franchi resistessero, la vittoria non fu decisiva e permise a Saladino di attaccare subito dopo Beirut. La roccaforte era tuttavia assai robusta e non si arrese, costringendo gli aggressori alla ritirata. Nel 1183 Saladino si convinse che fosse necessario assicurarsi la strategica fortezza di Kerak, posseduta da Rinaldo di Châtillon. Alla fine di novembre avviò l'assedio, ma le sue sortite si rivelarono poco fruttuose e vi rinunciò qualche giorno dopo, quando seppe dell'avvicinarsi dell'esercito di Baldovino. Il re cristiano, sempre più fiaccato dalla lebbra di cui soffriva, morì nel 1185 e il trono passò al nipote Baldovino V, al tempo solo un bambino di cinque anni. La reggenza di Gerusalemme fu dunque tenuta da Raimondo III di Tripoli.
L'anno seguente Baldovino V morì e gli subentrò la principessa Sibilla (sorella di Baldovino IV e madre di Baldovino V), nominando a sorpresa come re consorte il suo nuovo marito Guido di Lusignano nel settembre o ottobre del 1186. La divisione interna al mondo crociato appariva più che mai evidente in quel preciso contesto storico. Uno dei dualismi più tangibili fu quello conflittuale tra Guido di Lusignano e Raimondo III di Tripoli, insorto a seguito della morte di Baldovino V: Raimondo si era infatti rifiutato di riconoscere l'autorità di Guido come re di Gerusalemme. Furono soltanto i baroni a distogliere Guido dalla prospettiva di scatenare una guerra con Raimondo, che nel 1186 siglò «un patto di sicurezza e garanzia» con Saladino.

## La caduta del Regno Latino

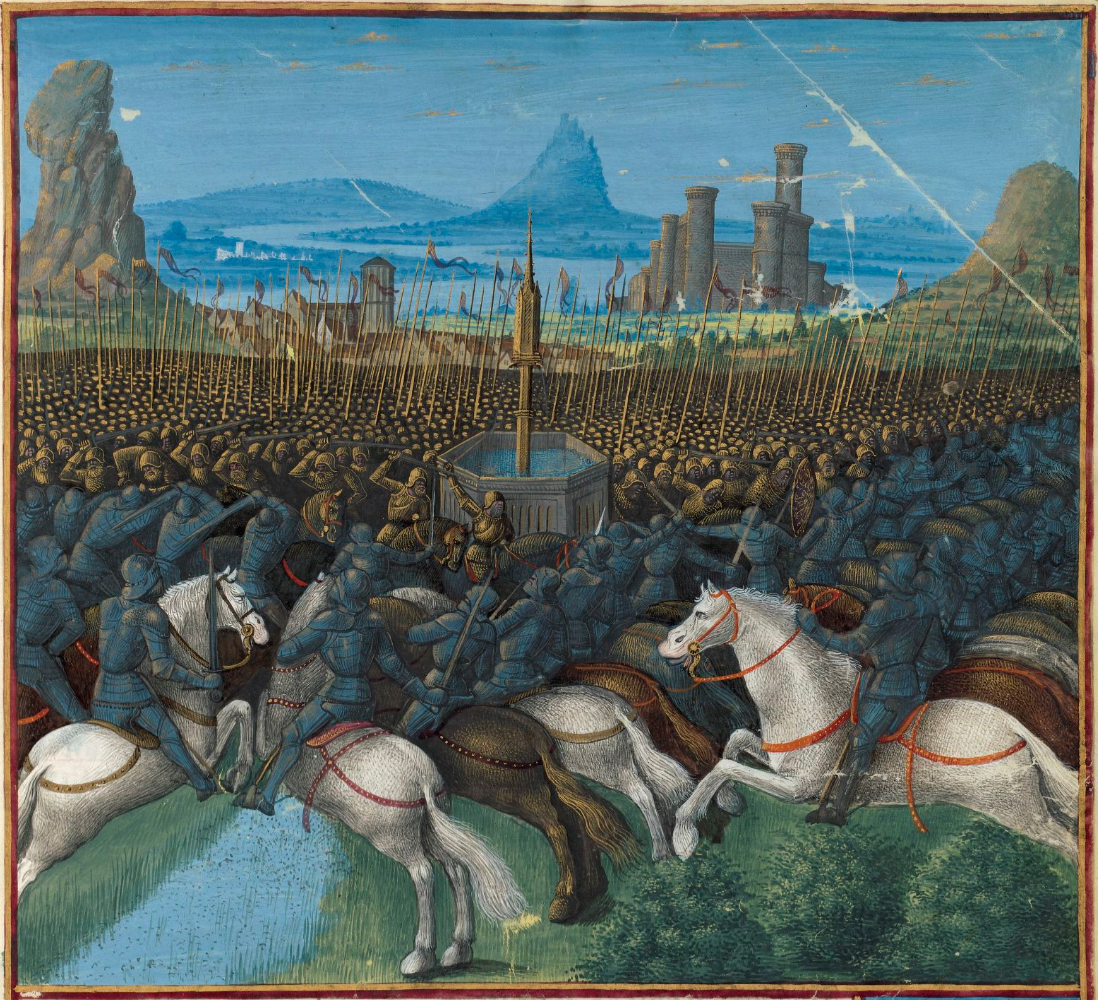
La battaglia di Hattīn in un manoscritto anonimo del XV secolo

Fu paradossalmente Rinaldo di Châtillon, odiato sia da Guido sia da Raimondo, a spingere i due rivali ad accantonare le proprie divergenze. Rinaldo aveva assaltato in periodo di pace un'altra ricca carovana, privando della libertà i membri del convoglio; Saladino intimò quindi che i prigionieri venissero liberati e il carico restituito. Anche Guido ordinò a Rinaldo il rilascio dei malcapitati, ma la richiesta del sovrano rimase inascoltata. Il 13 marzo del 1189 Saladino, il quale non attendeva altro che un pretesto per rompere la pace e scatenare un'offensiva verso nord, dichiarò dunque guerra ai Franchi e partì da Damasco. La situazione impose ai criciati di dimenticare temporaneamente le proprie liti, in quanto si diceva che il sultano curdo era alla testa di un «esercito enorme, simile a un oceano». La sconfitta riportata dal Gran maestro dei Templari Gerardo di Ridefort a Cresson, nei pressi di Nazareth il 1º maggio 1187, acuì il problema. Si comprese che Saladino mirava a Gerusalemme e che il suo interesse per tale obiettivo era determinato da motivi strategici. Fu solo all'ultimo momento che Guido di Lusignano e un riluttante Raimondo III di Tripoli si riconciliarono, concentrando le reciproche truppe a disposizione a Sefforis, al centro della Galilea, a metà strada tra la città di Tiberiade e il mare. «Questa sorta di mobilitazione generale» consentì di contare su circa 1 500 cavalieri e 20 000 fanti, oltre ovviamente alle sentinelle del posto.
Al momento dell'attacco scagliato da Saladino, Tiberiade sembrava decisamente destinata a non reggere la pressione nemica, tanto che nel giro di un'ora la città bassa era già stata persa dai crociati. La gravità della situazione imponeva ai Franchi giunti in soccorso di trovare una soluzione in tempi rapidi. L'esercito crociato non versava in buone condizioni, poiché stremato dal caldo torrido di luglio e dalla sete, conscio della propria inferiorità numerica e demoralizzato dalle continue lotte tra i propri comandanti. Raimondo III era totalmente scettico sulle scelte imposte da Guido, avallate sia dal principe Rinaldo di Châtillon sia dal maestro templare Gerardo di Ridefort. In maniera discutibile Guido aveva lasciato a Saladino il tempo di accamparsi e presidiare il luogo strategicamente migliore, ovvero le rive del lago di Tiberiade. Al contrario, egli si era sistemato su delle brulle colline a est a e sud dello specchio d'acqua. La sera del 3 luglio, il re Guido decise quindi di marciare con il suo esercito fino ai Corni di Hattīn, dei costoni basaltici non distanti dalla città di Tiberiade. Durante la notte i soldati crociati si trovarono completamente circondati da Saladino, che aveva appiccato il fuoco alle erbe secche circostanti perché vi era del vento che soffiava in direzione dei suoi nemici. In siffatte condizioni, le armate crociate vennero massacrate agevolmente nella battaglia di Hattin, durante la quale probabilmente Saladino guidò il più grande esercito che avesse mai avuto a disposizione (circa 30 000 uomini). Raimondo riuscì a scampare alla disfatta aprendosi un varco e fuggendo a Tiberiade, mentre invece i principali responsabili della sconfitta, ovvero Guido di Lusignano, Rinaldo di Châtillon e Gerardo di Ridefort, furono fatti prigionieri. Pur avendo trattato con cortesia i baroni e il re, l'odiato Rinaldo fu apostrofato a male parole da Saladino e, quando rispose con toni aspri, «il sultano lo decapitò di propria mano». Saladino ordinò che i cristiani non venissero uccisi e il suo ordine fu rispettato. Molti dei prigionieri giunsero a Damasco, venendo venduti come schiavi; pare che il loro prezzo discese così tanto che addirittura si riferisce di un tale che ne comprò uno scambiandolo con un paio di sandali. Guido fu invece trattenuto prima a Naplusa e poi a Laodicea, salvo venire liberato nel 1188 per le insistenti suppliche rivolte da sua moglie, Sibilla. Non fu un gesto mosso dalla pietà: Saladino immaginava infatti che la liberazione di Guido avrebbe causato scompiglio nel mondo cristiano, e le sue future lotte personali per preservare il titolo regale dimostrarono che il calcolo del sultano era stato più che giusto.

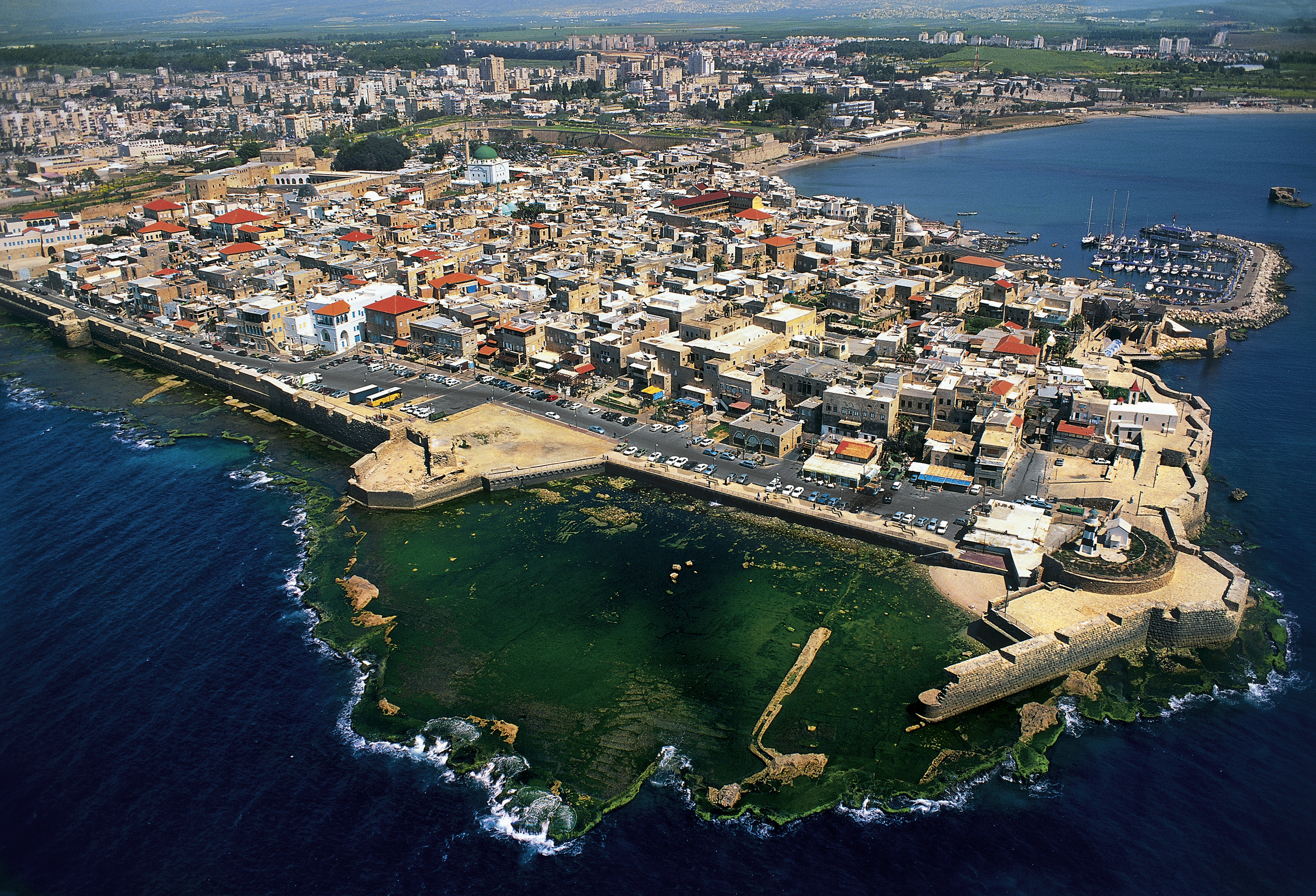
La città vecchia di Acri, espugnata da Saladino il 10 luglio 1189

La disfatta di Hattin si tramutò in «un disastro senza precedenti». Con la cavalleria franca sterminata e il grosso dell'esercito crociato annientato, Saladino si impadronì prima dell'importante città portuale di San Giovanni d'Acri il 10 luglio, dopodiché di Beirut (6 agosto 1187) e infine degli altri porti del Libano. Il 5 settembre, a seguito di lunghi combattimenti, fu la volta di Ascalona. Quando infine Saladino si presentò dinanzi alle porte di Gerusalemme, non desiderava combattere e offrì ai crociati la possibilità di arrendersi avendo salva la vita. I difensori non volevano però cedere il possesso della città senza lottare, motivo per cui ingaggiarono battaglia. La resistenza si rivelò dopo due settimane impossibile da proseguire e, il 2 ottobre 1187, gli occupanti si arresero. Ancora una volta si evitarono spargimenti di sangue dei prigionieri cristiani, su ordine di Saladino. Fu loro permesso di riscattarsi pagando una somma in denaro, invero relativamente bassa. Poiché alcuni poveri non potevano comunque permettersela, il sultano si dimostrò magnanimo e rilasciò molte di queste persone senza domandare alcun riscatto.
Frattanto i crociati sopravvissuti alla disfatta di Hattin si erano asserragliati a Tiro, la città più fortificata lungo la costa. Il sultano tergiversò, temendo che essa potesse sopportare un lungo assedio. Ciò diede agli occupanti di Tiro, aiutati dell'arrivo di alcuni rinforzi con a capo Corrado del Monferrato, il tempo di prepararsi adeguatamente e respingere l'assedio che ebbe luogo tra il novembre del 1187 e il gennaio del 1188. Malgrado ciò la situazione crociata appariva disperata, se si tengono presenti le grosse perdite patite e la circostanza che i pochi presidi sfuggiti all'avanzata di Saladino (Tiro, Tripoli e Antiochia) sembravano comunque prossimi alla conquista islamica.

## I preparativi per la terza crociata

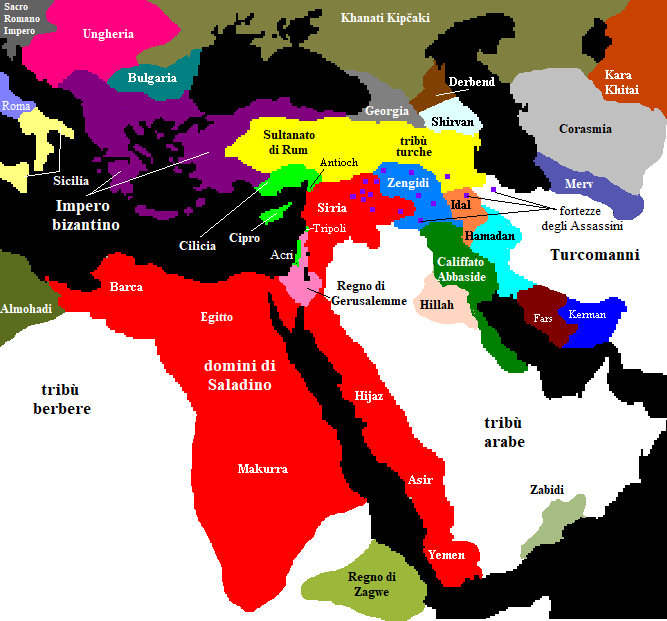
Il Vicino e il Medio Oriente nel 1190 circa. L'impero di Saladino e i suoi vassalli in rosso, mentre le terre sottratte agli Stati crociati tra il 1187 e il 1189 in rosa. Il verde chiaro indica i territori crociati sopravvissuti alla morte di Saladino.

Secondo la tradizione, papa Urbano III morì di apoplessia il 20 ottobre 1187 alla notizia di questi avvenimenti, facendo appena in tempo a concludere la scrittura dell'enciclica Audita tremendi. Il nuovo pontefice, Gregorio VIII, disse che la caduta di Gerusalemme era da considerare come il castigo di Dio per i peccati dei cristiani in Europa. Si decise dunque di allestire i preparativi per una nuova crociata: Enrico II d'Inghilterra e Filippo II di Francia posero fine alla guerra che li vedeva contrapposti ed entrambi imposero sui loro sudditi la cosiddetta decima del Saladino, «una tassa del dieci per cento sulle entrate e i beni mobili» funzionale a finanziare la spedizione. Il solo arcivescovo di Canterbury Baldovino di Exeter, attraversando il Galles, riuscì con grande fervore a convincere numerosi uomini a partire alla volta della Terrasanta (come racconta Giraldo Cambrense nel suo Itinerario). A Gisors, il 22 gennaio 1188, il re di Francia Filippo Augusto e il re Enrico II di Inghilterra appianarono temporaneamente le proprie divergenze e decisero di partire per la crociata.
I partecipanti eccellenti alla terza crociata furono l'imperatore Federico Barbarossa del Sacro Romano Impero, oltre ai già citati re di Francia e d'Inghilterra, con numerosi altri gruppi di combattenti europei che si spinsero in Terra Santa con la speranza di riconquistare Gerusalemme. Si pensi al caso dei pisani, guidati dal loro arcivescovo Ubaldo Lanfranchi, che furono raggiunti nella tarda estate del 1189 dai genovesi e dai veneziani. Nel corso dell'estate, arrivarono vari francesi e borgognoni, fra cui ad esempio Tebaldo V di Blois e suo fratello Stefano I di Sancerre. Il 1º settembre approdò anche una grossa flotta che trasportava vari frisoni e danesi (stimati, in maniera esagerata, in circa 500), di cui solo un centinaio sopravvisse alla crociata. Durante il viaggio, essi avevano conquistato Alvor, sottraendola ai mori per conto del Portogallo. Anche una piccola flotta composta da combattenti londinesi lasciò il Tamigi in agosto e giunse in Portogallo un mese più tardi. Qui, come già accadde un quarantennio prima ad altri inglesi, accettarono di servire temporaneamente il re portoghese Sancho I. Grazie al loro aiuto, questi poté sottrarre agli Almohadi, al termine di un assedio, il castello di Silves, situato a est del Capo di San Vincenzo. Il 2 settembre approdò oltremare un grande barone dell'Hainaut, Giacomo d'Avesnes, con alcuni fiamminghi; «soldato di grande fama», divenne uno dei comandanti della crociata. Completarono poi il loro viaggio i bretoni e, poco dopo, alla metà del mese di settembre, fecero la propria comparsa vari baroni francesi. Il 24 sopraggiunsero l'arcivescovo di Ravenna Gerardo e il langravio di Turingia Ludovico III, subentrato poi a Giacomo d'Avesnes alla testa della crociata. Il 29 settembre, i londinesi che avevano contribuito a conquistare Silves proseguirono la navigazione attraverso lo stretto di Gibilterra e giunsero a destinazione tempo dopo. Gli ultimi a chiudere il proprio viaggio furono altri danesi accompagnati da un nipote non meglio specificato di re Canuto VI.
Gli arrivi si interruppero durante l'inverno, ma ripresero nella primavera del 1190. Il conte Enrico II di Champagne, alla testa di un numeroso contingente composto da gran parte delle forze del re cisalpino Filippo Augusto, giunse il 27 luglio e assunse immediatamente il comando. Arrivarono inoltre alcuni normanni, distintisi quando intercettarono una nave musulmana carica di rinforzi e viveri per Acri, il 6 giugno 1191. L'afflusso continuo e costante di uomini, navi, mezzi di ogni sorta (tra cui gli elementi per costruire le macchine d'assedio) si trascinò per tutti i mesi in cui si attese l'arrivo dei principali tre monarchi europei che avevano deciso di partecipare alla crociata.

## Terza crociata e conseguenze

Il Vicino Oriente nel 1190, prima dello sbarco dall'Europa di Filippo Augusto di Francia e Riccardo I d'Inghilterra

Nonostante il coinvolgimento dei tre grandi sovrani europei sopraccitati, anche l'esito della terza crociata non raggiunse gli scopi prefissati. Federico Barbarossa non raggiunse nemmeno la Terra Santa, poiché morì mentre guadava il fiume Calicadno, in Cilicia, mentre Filippo Augusto di Francia e Riccardo I d'Inghilterra giunsero ad Acri via nave e fornirono supporto nell'assedio in corso, espugnandola nel luglio del 1191.
Il dualismo tra Filippo e Riccardo si trasformò in una costante lotta politica su chi dei due sovrani avesse la supremazia al comando. Ciò spinse Filippo, peraltro ammalatosi, a scegliere di rientrare in patria con la promessa che non avrebbe colpito i possedimenti di Riccardo in Normandia, una decisione questa che suscitò l'ira degli inglesi. Il sovrano della dinastia dei Plantageneti rimase così l'unico monarca dei tre giunti dall'Europa e guidò i combattenti che erano rimasti verso sud, confermandosi un abile generale. Saladino notò infatti le sue abilità nella battaglia di Giaffa e di Arsuf e temette seriamente che Gerusalemme fosse in pericolo.
Tuttavia, temendo di non disporre di forze sufficienti per espugnarla e che sarebbe stato impossibile presidiarla anche in caso di successo, il re inglese non la attaccò mai, suscitando ampi malumori tra le sue file. La sua pazienza fu messa a dura prova tra le liti che insorsero tra i Franchi presenti ad Acri (si pensi alla contesa insorta sul ruolo di re di Gerusalemme, titolo conteso da Guido di Lusignano e Corrado del Monferrato), e la sua salute si aggravò per via del malsano clima della Palestina. Ciò lo spinse a proseguire dei negoziati diplomatici con i musulmani, i quali invero non si erano mai del tutto interrotti, ma le doti del re inglese in tale campo non erano altrettanto abili come in ambito militare. Quando seppe che suo fratello Giovanni stava causando problemi in Inghilterra per via delle sue politiche, Riccardo si convinse definitivamente a tornare in patria. Anche Saladino, il quale aveva capito che le sue truppe erano provate da un così estenuante conflitto, accettò di giungere a una tregua, passata alla storia come pace di Ramla (2 settembre 1192). Ai sensi dell'accordo, ratificato da Saladino il giorno successivo, i crociati avevano ottenuto le città costiere comprese tra Tiro e Giaffa. Ai pellegrini disarmati si concedeva inoltre l'accesso ai luoghi santi di Gerusalemme, rimasta in mano a Saladino, così come si garantiva il libero transito di musulmani e cristiani tra uno Stato e l'altro; Ascalona infine avrebbe dovuto essere demolita e poi essere restituita ai saraceni.

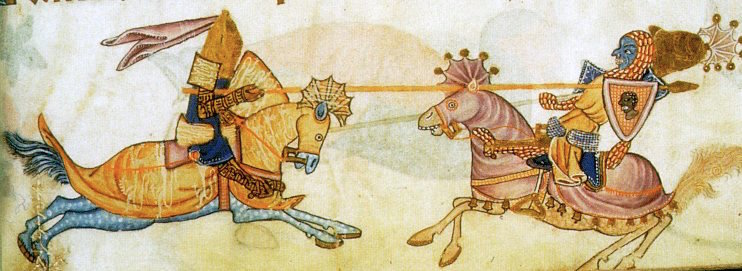
Riccardo I d'Inghilterra in duello con il sultano Saladino. Illustrazione tratta dal Salterio di Luttrell, 1325-1335 circa

Così terminò la terza crociata e Riccardo fu costretto ad affrontare un viaggio altrettanto travagliato quanto quello dell'andata. Saladino morì poco tempo dopo, e presto scoppiarono delle lotte intestine tra i suoi discendenti che intendevano assicurarsi la sua eredità. L'insoddisfazione del mondo cristiano per l'esito della spedizione non tardò a manifestarsi, e presto furono organizzate nuove campagne. È il caso della crociata del 1197, guidata da Enrico VI di Svevia per adempiere al voto fatto da suo padre Federico Barbarossa e che non era stato possibile concretizzare, ma anche questa impresa si rivelò inconcludente, al netto della riconquista di Beirut. Per assistere alla più importante e organizzata spedizione compiuta dopo il 1192 occorrerà attendere il 1204, quando ebbe luogo la quarta crociata.

### Esplicative
1. ↑  Gli arabi chiamavano indistintamente in tale modo gli europei occidentali (Ifranj). Il termine va inteso come sinonimo di "crociato".
2. ↑  Secondo Jean Richard, tale evento ebbe invece luogo il 23 novembre del 1161: Richard (1999), p. 288.
3. ↑  Resta oggetto di dibattito storiografico se Enrico II intendesse davvero dare seguito a questa promessa. La sua morte ha reso il dubbio superfluo: Runciman (2005), p. 692.

### Bibliografiche
1. 1 2  Runciman (2005), p. 490.
2. 1 2  Richard (1999), p. 251.
3. ↑  Richard (1999), p. 252.
4. ↑  Richard (1999), pp. 253-255.
5. ↑  Richard (1999), p. 259.
6. 1 2 3  Grousset (1998), p. 88.
7. ↑  Runciman (2005), p. 506.
8. ↑  Runciman (2005), pp. 516-517.
9. ↑  Bridge (2023), p. 169.
10. ↑  Bridge (2023), p. 171.
11. 1 2  Richard (1999), p. 281.
12. ↑  Runciman (2005), pp. 560, 561, 571.
13. ↑  Bridge (2023), p. 177.
14. ↑  Bridge (2023), p. 178.
15. ↑  Runciman (2005), pp. 571-572.
16. ↑  Richard (1999), pp. 280-281.
17. ↑  Runciman (2005), p. 573.
18. ↑  Runciman (2005), p. 579.
19. ↑  Runciman (2005), p. 578.
20. 1 2 3  Runciman (2005), p. 582.
21. 1 2 3  Richard (1999), p. 287.
22. 1 2  Runciman (2005), p. 584.
23. ↑  Grousset (1998), p. 90.
24. ↑  Runciman (2005), p. 585.
25. 1 2 3  Runciman (2005), p. 588.
26. ↑  Bridge (2023), p. 182.
27. 1 2 3  Grousset (1998), p. 99.
28. ↑  Runciman (2005), p. 592.
29. 1 2  Runciman (2005), p. 593.
30. ↑  Richard (1999), p. 289.
31. 1 2 3 4 5  Bridge (2023), p. 184.
32. ↑  Eddé (2014), p. 28.
33. 1 2 3 4  Grousset (1998), p. 100.
34. ↑  Richard (1999), p. 290.
35. ↑  Eddé (2014), p. 29.
36. ↑  Bridge (2023), pp. 185-186.
37. ↑  Runciman (2005), pp. 600-601.
38. ↑  Bridge (2023), p. 186.
39. 1 2  Bridge (2023), p. 187.
40. 1 2 3 4  Grousset (1998), p. 103.
41. ↑  Bridge (2023), p. 189.
42. ↑  Eddé (2014), p. 36.
43. ↑  Eddé (2014), p. 61.
44. 1 2  Richard (1999), p. 308.
45. ↑  Eddé (2014), p. 67.
46. 1 2  Eddé (2014), p. 68.
47. ↑  Eddé (2014), p. 71.
48. 1 2  Eddé (2014), p. 73.
49. 1 2  Riley-Smith (2022), p. 127.
50. ↑  Eddé (2014), pp. 75-76.
51. ↑  Runciman (2005), p. 631.
52. ↑  Runciman (2005), pp. 621, 626.
53. ↑  Richard (1999), p. 319.
54. ↑  Runciman (2005), pp. 627-628.
55. 1 2 3  Eddé (2018), p. 188.
56. ↑  Bridge (2023), p. 197.
57. ↑  Grousset (1998), p. 110.
58. ↑  Grousset (1998), pp. 110-111.
59. ↑  Richard (1999), p. 312.
60. ↑  Runciman (2005), p. 640.
61. ↑  Grousset (1998), pp. 112-113.
62. 1 2 3  Grousset (1998), p. 113.
63. 1 2  Runciman (2005), p. 649.
64. ↑  Runciman (2005), pp. 649-650.
65. ↑  Runciman (2005), p. 657.
66. ↑  Runciman (2005), pp. 657-658.
67. 1 2  Grousset (1998), p. 119.
68. ↑  Richard (1999), p. 327.
69. 1 2 3  Riley-Smith (2022), p. 131.
70. 1 2 3 4 5 6 7  Grousset (1998), p. 121.
71. 1 2  Eddé (2014), p. 205.
72. 1 2 3  Richard (1999), p. 329.
73. ↑  Runciman (2005), pp. 667-668.
74. ↑  Eddé (2014), p. 198.
75. 1 2  Grousset (1998), p. 122.
76. ↑  Grousset (1998), p. 123.
77. ↑  Grousset (1998), pp. 123-124.
78. 1 2 3 4 5  Grousset (1998), p. 124.
79. 1 2  Richard (1999), p. 331.
80. 1 2 3 4 5 6 7  Bridge (2023), p. 213.
81. ↑  Runciman (2005), p. 674.
82. ↑  Runciman (2005), pp. 675-676.
83. ↑  Runciman (2005), p. 676.
84. 1 2  Grousset (1998), p. 125.
85. 1 2  Runciman (2005), p. 678.
86. ↑  Bridge (2023), pp. 213-214.
87. 1 2  Runciman (2005), p. 683.
88. ↑  Runciman (2005), pp. 683-684.
89. ↑  Grousset (1998), p. 128.
90. 1 2  Runciman (2005), p. 690.
91. 1 2 3  Runciman (2005), p. 691.
92. 1 2 3 4 5  Richard (1999), p. 353.
93. ↑  Runciman (2011), p. 711.
94. 1 2 3 4  Runciman (2005), p. 694.
95. ↑  Richard (1999), pp. 353-354.
96. 1 2 3 4 5  Richard (1999), p. 354.
97. ↑  Runciman (2005), p. 699.
98. ↑  Richard (1999), p. 362.
99. 1 2  Bridge (2023), p. 229.
100. ↑  Grousset (1998), p. 136.
101. ↑  Runciman (2005), p. 732.
102. ↑  Grousset (1998), pp. 137-139.
103. ↑  Bridge (2023), p. 235.
104. 1 2 3 4  Riley-Smith (2022), p. 165.
105. 1 2 3  Runciman (2005), p. 748.
106. 1 2 3  Bridge (2023), p. 241.
107. ↑  Riley-Smith (2022), p. 166.
108. ↑  Bridge (2023), p. 243.